# Galizisch-Wolhynische Chronik
Die Galizisch-Wolhynische Chronik (ukrainisch Га́лицько-Воли́нський літо́пис; russisch Галицко-Волынская летопись) ist eine altrussische Chronik aus dem späten 13. Jahrhundert.
Die Chronik stellt die Geschichte Halytsch-Wolhyniens von 1201 bis 1291 dar. Für 1201 bis 1261 werden Ereignisse aus Galizien wiedergegeben, unter anderem Begebenheiten unter dem Fürsten Daniel Romanowitsch von Galizien sowie von 1262 bis 1291 Ereignisse in Wolhynien unter Wassilko und dessen Sohn Wladimir.
Die Galizisch-Wolhynische Chronik ist erhalten im Text der Hypatiuschronik aus dem 15. Jahrhundert.
Sie ist wahrscheinlich eine wichtige Vorlage für die Bychowiec-Chronik.

## Ausgaben
- George A. Perfecky (Hrsg.): The Galician-Volynian Chronicle, Wilhelm Fink Verlag, München 1973.